# Cevo
Cevo é uma comuna italiana da região da Lombardia, província de Bréscia, com cerca de 1.030 habitantes. Estende-se por uma área de 35 km², tendo uma densidade populacional de 29 hab/km². Faz fronteira com Berzo Demo, Cedegolo, Ceto, Cimbergo, Daone (TN), Saviore dell'Adamello, Sonico.

## Demografia
| Variação demográfica do município entre 1861 e 2011                               |
|                                                                                   |
| Fonte: Istituto Nazionale di Statistica (ISTAT) - Elaboração gráfica da Wikipedia |

## Cidades-irmãs
- Trezzo sull'Adda, Itália